# Mămăești, Cozmeni
Mămăești, întâlnit și sub forma Mămăeștii Vechi, (în ucraineană Мамаївці, transliterat: Mamaiivți și în germană Alt-Mamajestie) este un sat reședință de comună în raionul Cozmeni din regiunea Cernăuți (Ucraina). Are 5,818 locuitori, preponderent ucraineni (ruteni).
Satul este situat pe malul râului Prut, în partea de centru a raionului Cozmeni. De această comună depinde administrativ satul Chisălăul Nou.

## Istorie
Localitatea Mămăești a făcut parte încă de la înființare din regiunea istorică Bucovina a Principatului Moldovei. În ianuarie 1775, ca urmare a atitudinii de neutralitate pe care a avut-o în timpul conflictului militar dintre Turcia și Rusia (1768-1774), Imperiul Habsburgic (Austria de astăzi) a primit o parte din teritoriul Moldovei, teritoriu cunoscut sub denumirea de Bucovina. După anexarea Bucovinei de către Imperiul Habsburgic în anul 1775, localitatea Mămăești a făcut parte din Ducatul Bucovinei, guvernat de către austrieci, făcând parte din districtul Cernăuți (în germană Czernowitz).
După Unirea Bucovinei cu România la 28 noiembrie 1918, satul Mămăești a făcut parte din componența României, în Plasa Șipenițului a județului Cernăuți. Pe atunci, majoritatea populației era formată din ucraineni, existând și o comunitate de români. În perioada interbelică a funcționat aici un oficiu PTT de stat .
Ca urmare a Pactului Ribbentrop-Molotov (1939), Bucovina de Nord a fost anexată de către URSS la 28 iunie 1940, reintrând în componența României în perioada 1941-1944. Apoi, Bucovina de Nord a fost reocupată de către URSS în anul 1944 și integrată în componența RSS Ucrainene. În 1991, satul Mămăeștii Vechi (în ucraineană Старосілля - Starosillja) s-a unit cu satul Mămăeștii Noi (în germană Neu-Mamajestie, în ucraineană Новосілка - Novosilka), formând un nou sat cu denumirea de Mămăești.
Începând din anul 1991, satul Mămăești face parte din raionul Cozmeni al regiunii Cernăuți din cadrul Ucrainei independente. Conform recensământului din 1989, numărul locuitorilor care s-au declarat români plus moldoveni era de 77 (50+27), reprezentând 1,32% din populație . La data de 22 mai 2003 prin Hotărârea № 830-IV a Radei Supreme a Ucrainei, a fost desprins din comuna Mămăești, o localitate denumită Chisălăul Nou.
În prezent, satul are 5.818 locuitori, preponderent ucraineni.

## Demografie
Componența lingvistică a comunei Mămăești
     Ucraineană (99,14%)
     Alte limbi (0,86%)
Conform recensământului din 2001, majoritatea populației comunei Mămăești era vorbitoare de ucraineană (99,14%), existând în minoritate și vorbitori de alte limbi.
1930: 2.690- Mămăeștii Noi și 1.951- Mămăeștii Vechi (recensământ)
1989: 5.857 (recensământ)
2007: 5.818 (estimare)

### Recensământul din 1930
Conform recensământului efectuat în 1930, populația comunei Mămăești (pe atunci comunele Mămăeștii Noi și Mămăeștii Vechi) se ridica la 4.641 locuitori. Majoritatea locuitorilor erau ruteni (95,41%), cu o minoritate de polonezi (1,05%) și una de evrei (1,78%). Alte persoane s-au declarat: români (25 de persoane), germani (12 persoane) și ruși (44 de persoane). Din punct de vedere confesional, majoritatea locuitorilor erau ortodocși (95,56%), dar existau și romano-catolici (1,20%), mozaici (1,78%) și adventiști (1,22%). Alte persoane au declarat: greco-catolici (5 persoane) și evanghelici\luterani (5 persoane).
Componența etnică a comunei Mămăești (județul Cernăuți)
     Ruteni (95,41%)
     Polonezi (1,05%)
     Evrei (1,78%)
     Altă etnie (1,76%)
Componența confesională a comunei Mămăești
     Ortodocși (95,56%)
     Romano-catolici (1,2%)
     Mozaici (1,78%)
     Adventiști (1,22%)
     Altă religie (0,24%)

## Obiective turistice
- Biserica de lemn[6]

## Personalități
- Hnatyuk Dmytro - cântăreț de operă Ucraineană (bariton), Erou al Ucrainei
- Pihuliak Hierotheus - persoana publica
- Menzatyuk Zirka - scriitoare
- Lohozar Anatoli - arhitect
- Tashchuk Ivan - pictor
- Kobylyansky Emelyan - pictor, poet, profesor
- Ravliuc Anna - artist, pictor
- Zavadyuk Adela - profesoara, meșter popular in arta traditionala Ucraineana
- Kokoyachuk Vladimir - pictor
- Shved Jaroslav - Director al PDP "Mamayivske", Erou al Ucrainei
- Railo Zachary - (1908-1987) - pictor